# هوركلية بارية
هوركلية بارية (الاسم العلمي:Horkelia parryi) هي نوع غير مؤكد من النباتات تتبع جنس الهوركلية من الفصيلة الوردية.